# MJ
MJ (엠제이), właśc. Kim Myung-jun (hangul: 김명준; ur. 5 marca 1994 w Suwonie) – południowokoreański wokalista, aktor, songwriter i model w agencji Fantagio. Zadebiutował w 2016 roku jako główny wokalista w południowo-koreańskiej sześcioosobowej grupie Astro. W sierpniu 2020 roku zadebiutował jako jeden z pięciu członków grupy trot idoli pod nazwą Super Five przez reality trot show Favorite Entertainment nadawanym na MBC.

## Życie prywatne
Jako najmłodszy w rodzinie, lubił się bawić i grać uroczego. Jego mama mu powiedziała, że myślała, że urodzi dziewczynkę. Bardzo lubił myć naczynia, a kiedy widziała, że to robi mówiła: „Powinieneś się urodzić dziewczynką”. Poproszony by jednym słowem opisać swoje dzieciństwo, odpowiedział: „Dziękuję.” Zapytany dlaczego, dodał, że mógł doświadczyć niesamowitej miłości ze strony rodziny.
„Mogłem tak dorosnąć dzięki opiece i wsparciu moich rodziców. Dlatego chce powiedzieć „Dziękuję”. Mój tata jest trochę straszny kiedy jest cichy, ale zawsze bardzo się o mnie troszczył.”
MJ jest bardzo skryty jeśli chodzi o jego rodzinę i życie prywatne. Nie znamy imion jego rodziców ani starszego brata. Nie jest też dostępnych za wiele zdjęć z jego dzieciństwa, jedynie to co on sam publikuje lub jego agencja. Prowadzi bardzo ciche życie na co dzień.
28 stycznia 2022 agencja ogłosiła na FANCAFE, że w związku ze złym samopoczuciem podczas różnych aktywności udał się na badania i wszelkie jego aktywności zostają zawieszone do czasu powrotu do zdrowia.
9 kwietnia 2022 podczas dorocznego AAF (Astro Aroha Festival) MJ ogłosił, że 9 maja zaciąga się do wojska by odbyć obowiązkową służbę wojskową trwającą 18 miesięcy. Udało mu się dołączyć do wojskowego zespołu w którym jest wokalistą.

## Przed debiutem
Marzeniem MJa nie było zostanie piosenkarzem, ale bycie architektem. Zajmował się sztuką do 6 klasy szkoły podstawowej. Potem obejrzał nagranie z koncertu TVXQ i spodobał mu się publiczności podczas koncertów, więc zaczął marzyć o zostaniu piosenkarzem.
„Moim marzeniem było zostanie architektem co wiązało się z dużą ilością nauki. To było trudne, uczyłem się plastyki do 6 klasy podstawowej i gdybym nie został piosenkarzem, to prawdopodobnie studiowałbym sztukę nawet nie będąc architektem”.
Rodzice tę informację przyjęli odmiennie.
„Kiedy powiedziałem, że chciałbym zostać piosenkarzem, moja mama powiedziała 'Rób to co chcesz’, ale tata był temu przeciwny. To ciężka praca i droga i nigdy nie wiadomo co się wydarzy. Był bardzo przeciw, ale kiedy mu pokazałem jak ciężko pracuję, tata zaczął mnie po cichu wspierać. Dołączenie do Astro było moim pierwszym krokiem. Czasem czułem się bardzo obciążony i zmęczony. Zawsze kiedy to się działo, moja rodzina mnie wspierała. Przed debiutem dużo myślałem o rodzinie. Po debiucie, czerpię siłę od fanów i wiadomości od nich.”
W marcu 2012 był uczestnikiem 9. edycji JYP Entertainment X HUM Audition. W tamtym okresie był znany z wyrazistej fryzury i czarnego eyelinera. Co prawda nie wygrał przesłuchań, ale zdobył roczne stypendium od Narodowego Uniwersytetu Seulskiego. Zanim dołączył do Fantagio był adeptem w Soul Shop Entertainment. Na przesłuchaniu do Fantagio pojawił się za namową przyjaciela. Powiedziano mu wtedy: „Dostaniesz się jeśli przejdziesz na dietę”. Schudł 10 kg i przeszedł przesłuchanie w 2014 roku dzięki swoim umiejętnościom wokalnym. Dołączył do projektu boy group iTeen utworzonego przez Fantagio. On i pozostali członkowie Astro byli znani jako iTeen Boys. Kiedy dołączył reszta uczestników szykowała się do 8 tygodnia ewaluacji Lotte Rising Star, który był uważany za najtrudniejszy. Ponieważ nie miał wystarczająco czasu na trening miał nie wziąć udziału w ewaluacji, ale kiedy zwolniło się miejsce w grupie podjął to wyzwanie. Dołączył do grupy, pokonał innych uczestników który trenowali o wiele dłużej niż on, aż w końcu znalazł się w finałowej szóstce mającej zadebiutować. Moonbin mówi: „MJ żartuje czasem, że sam nie wiedział, że zadebiutuje”. Tuż przed debiutem w 2015 roku MJ razem z pozostałymi członkami Astro zagrali w web-dramie „To be Continued” gdzie zagrali samych siebie.

## Wokal
Jako główny wokal ma stabilny i dobry głos i z łatwością używa vibrato. Najczęściej śpiewa refreny. W piosence „Fireworks” z drugiego mini albumu Summer Vibes sam śpiewa wszystkie refreny. Odpowiada za wysokie nuty i adlibs które wyraźnie wybijają się w piosenkach Astro.
Jego czysty i wyraźny głos pozwolił Astro na tworzenie piosenek i konceptów określanych jako „refreshing and bright” już od samego ich debiutu. Jednak jak sam mówi jego struny głosowe są bardzo słabe i wciąż szuka sposobów żeby ich nie nadwerężać.
Jego sposób na wyróżnienie się w debiutanckim albumie Spring Up było noszenie opaski na głowie i śpiewane wysokie nuty. W drugiej połowie piosenki „Knock” z 7 mini albumu Astro Gateway można usłyszeć wyraźne i wyszukane wysokie nuty. Jest też wiele coverów, które wykonał w programach telewizyjnych lub radiowych.
Jego głos jest świeży i stabilny i dochodzi nawet do G5. Sprawdza się też w wielu gatunkach muzycznych i to nie tylko w k-popie, ale też w trotcie i musicalach, które są ogólnie znane.

## Aktywność
Znajduje się tutaj spis tylko solowych aktywności MJa. Aktywności grupy znajdziecie na Astro.

### Albumy
| Data Wydania      | Tytuł Albumu                                                 | Tytuł Piosenki                             | Uwagi                                                 |
| ----------------- | ------------------------------------------------------------ | ------------------------------------------ | ----------------------------------------------------- |
| 13 listopada 2017 | FLY DAY                                                      | FLY DAY                                    | Piosenkę zaśpiewało 17 osób razem z Baek Ji Young     |
| 30 sierpnia 2018  | FM201.8-08Hz: 오늘처럼 (Like today)                          | 오늘처럼 (Like today) (z Lucy z Weki Meki) |                                                       |
| 5 lutego 2019     | My Only One OST Part.28                                      | All of My Life                             | [ 8 ] [ 9 ]                                           |
| 14 czerwca 2019   | ASTRO the 2nd ASTROAD to Seoul [STAR LIGHT]                  | „Don’t Do It” (척척 (척척하지 마세요))     | JinJin i Rocky też mają swoje piosenki na tym albumie |
| 3 kwietnia 2020   | Eccentric! Chef Moon OST Part 3                              | Sweet Spring                               | [ 10 ] [ 11 ]                                         |
| 15 sierpnia 2020  | Super Five – Hello                                           | Hello                                      | [ 12 ]                                                |
| 22 sierpnia 2020  | Super Five – All Eyes on Me                                  | All Eyes on Me                             | [ 13 ]                                                |
| 22 sierpnia 2020  | <Immortal Songs: Singing the Legend> – Kim Jong-kook & Torbo | Twist King                                 | Razem z nim zaśpiewał Jo Kwon i Shin Joo-hyup         |
| 22 września 2020  | Super Five – Hello Goodbye Concert                           | Tearful Rain                               | [ 15 ]                                                |
| 17 maja 2021      | 2021 We Are One                                              | We Are One 2021                            | W projekcie tym wzięło udział 19 wokalistów           |
| 3 listopada 2021  | Happy Virus                                                  | „Get Set Yo” z Kim Tae-Yeon                | Pierwszy solowy trot debiut                           |
| 3 listopada 2021  | Happy Virus                                                  | Valet Parking                              | Pierwszy solowy trot debiut                           |
| 5 maja 2022       | The Crush Of Spring OST – Special Track                      | Walking In The Memory                      | [ 17 ]                                                |
| 16 maja 2022      | Drive to the Starry Road                                     | Story                                      |                                                       |

### Pisanie tekstów i komponowanie piosenek
All credits are listed under the Korea Music Copyright Association unless otherwise stated.
| Rok  | Tytuł                     | Artysta | Album                              | Tekst | Kompozycja | Aranżacja |
| ---- | ------------------------- | ------- | ---------------------------------- | ----- | ---------- | --------- |
| 2017 | You and Me (Thanks Aroha) | ASTRO   | Winter Dream                       | T     | N          | N         |
| 2018 | By Your Side              | ASTRO   | Rise Up                            | T     | N          | N         |
| 2018 | Merry Go Round            | ASTRO   | Merry-Go-Round (Christmas Edition) | T     | N          | N         |
| 2019 | Merry Go Round            | ASTRO   | All Light                          | T     | N          | N         |
| 2019 | Bloom                     | ASTRO   | All Light                          | T     | T          | N         |
| 2020 | One & Only                | ASTRO   | One & Only                         | T     | T          | N         |
| 2021 | Gemini                    | ASTRO   | All Yours                          | T     | T          | T         |
| 2021 | Sunset Sky                | ASTRO   | Switch On                          | T     | T          | N         |
| 2022 | Light the Sky             | ASTRO   | Drive to the Starry Road           | T     | T          | N         |
| 2022 | Story                     | MJ      | Drive to the Starry Road           | T     | N          | N         |

### Telewizja i Reality Show
| Data                         | Nazwa Stacji  | Nazwa Programu                                             | Uwagi                                                             |
| ---------------------------- | ------------- | ---------------------------------------------------------- | ----------------------------------------------------------------- |
| 24 października 2016         | tvN           | 예능 인력소                                                |                                                                   |
| 5 listopada 2016             | MBC           | We Got Merried                                             | jako panelista                                                    |
| 22 lutego 2017               | MBC Plus      | Weekly Idol                                                | jako zamaskowany idol                                             |
| 26 października 2018         | KBS           | 연예가 중계                                                | [ 19 ]                                                            |
| 12 luty – 19 marca 2019      | SBS funE      | Have To Go to Know                                         | razem z Jin Ju, Hyomin, Heo Kyung-hwan i Kang Tae-oh              |
| 18 maja – 22 czerwca 2019    | Celuv TV      | Go Together, Travel Alone                                  | razem z Tony Ahnem, Han Seung-yeonem, JinJinem i Kim So-hye       |
| 28 lipca – 4 sierpnia 2019   | MBC           | King of Masked Singer                                      | jako Szofer Kim                                                   |
| 17 czerwca 2020              | Mnet          | TMI NEWS                                                   | jako gość razem z Kim Hyung-junem                                 |
| 17 lipca 2020                | KBS           | 연중 라이브                                                | wywiad z obsadą musicalu Everybody’s Talking About Jamie          |
| 18 lipca – 19 września 2020  | MBC           | Favorite Entertainment                                     | jako uczestnik i członek grupy                                    |
| 31 lipca 2020                | KBS           | Yu Hee-yeol’s Sketchbook                                   | jako gość razem z Lee Seok-hoon, Jeon So-mi, DAVII, Jo Kwon i Ren |
| 22 – 29 sierpnia 2020        | KBS           | Immortal Songs: Singing the Legend - Kim Jong-kook & Torbo | razem z Jo Kwon, Shin Joo-hyup wykonali „Twist King”              |
| 23 września 2020             | MBC Plus      | Weekly Idol                                                | razem z całym Super Five                                          |
| 9 października 2020          | JTBC          | Hidden Singer 6                                            | razem z całym Super Five                                          |
| 18 – 25 października 2020    | MBC           | King of Masked Singer                                      | razem z całym Super Five                                          |
| 7 stycznia 2021              | 권혁수감성    | Roleplay 괜찮으시겠어요?                                   | [ 28 ]                                                            |
| 13 stycznia 2021             | MBN           | Trot Fighter                                               | [ 29 ]                                                            |
| 23 czerwca 2021              | YouTube       | Idea Panda                                                 | jako gość                                                         |
| 30 lipca 2021                | YouTube       | Extreme Dealer                                             | jako gość razem z Choi Yoo Jung z WekiMeki                        |
| 5 października 2021          | Seezn         | Is Jjungie’s Home Empty?                                   | [ 32 ]                                                            |
| 7 października 2021          | Seezn         | Is Jjungie’s Home Empty?                                   | [ 33 ]                                                            |
| 13 października 2021         | U+ IDOLPLUS   | Wudang Tang Tang Friends                                   | [ 34 ]                                                            |
| 15 października 2021         | U+ IDOLPLUS   | Wudang Tang Tang Friends                                   | [ 35 ]                                                            |
| 10 listopada 2021            | Kakao Page    | Will This Work?                                            | [ 36 ]                                                            |
| 10 listopada 2021            | KBS 1TV       | 6 o’clock My Hometown                                      | [ 37 ] [ 38 ]                                                     |
| 17 listopada 2021            | KBS 1TV       | 6 o’clock My Hometown                                      | [ 39 ] [ 40 ]                                                     |
| 18 listopada 2021            | KBS Entertain | 뽕디스파뤼                                                 | [ 41 ]                                                            |
| grudzień 2021 – styczeń 2022 | SGC           | Godiva Show                                                | jako panelist                                                     |

### Programy muzyczne
| Data              | Nazwa Stacji | Nazwa Programu   | Występ | FanCam | Uwagi                                                        |
| ----------------- | ------------ | ---------------- | ------ | ------ | ------------------------------------------------------------ |
| 22 sierpnia 2019  | Mnet         | M Countdown      | [ 43 ] |        | OST „So Long” z dramy Hotel Del Luna                         |
| 22 sierpnia 2020  | MBC          | Show! Music Core | [ 45 ] | [ 46 ] | razem z resztą członków Super Five                           |
| 2 września 2020   | MBC Plus     | Show Champion    | [ 47 ] | [ 48 ] | razem z resztą członków Super Five                           |
| 28 listopada 2020 | MBC          | Show! Music Core | [ 49 ] | [ 50 ] | z Hui wykonał „Boy In Time” (akompaniował na fortepianie)    |
| 24 grudnia 2020   | Mnet         | M Countdown      | [ 51 ] | [ 52 ] | z Honeseok, Seungwoo, Hyojin wykonali „Miracles in December” |

### Drama
| Rok  | Rodzaj    | Nazwa stacji  | Tytuł dramy             | Rola          | Aktywność   |                             |
| ---- | --------- | ------------- | ----------------------- | ------------- | ----------- | --------------------------- |
| 2015 | Web Drama | MBC           | To Be Continued         | jako on sam   | rola główna | [ 53 ]                      |
| 2016 | Web Drama | Naver TV Cast | My Romantic Some Recipe | jako on sam   | cameo       | 6 odcinek                   |
| 2017 | Web Drama | Oksusu        | Sweet Revenge           | jako on sam   | cameo       |                             |
| 2019 | Web Drama |               | Soul Plate              | anioł Raoniel | rola główna | [ 54 ]                      |
| 2021 | Web Drama | INSSA OPPA    | Find Me If You Can      | Seol Yoo Hwan | rola główna | [ 55 ] [ 56 ] [ 57 ] [ 58 ] |

### Host
| Rok  | Nazwa Stacji | Tytuł Programu            | Uwagi                                                |
| ---- | ------------ | ------------------------- | ---------------------------------------------------- |
| 2019 | tvN          | Blanket Kick at Night     | razem z Yoon Sanhą                                   |
| 2019 | Jamfully     | Insane Quiz Show Season 2 | jako co-host razem z Illhoonem z BtoB i Chuu z Loony |
| 2021 | TBS TV       | Fact In Star              | Host w 2 sezonie (2021.3.14. – 2021.7.11)            |

### Radio
| Data              | Nazwa Stacji | Nazwa Programu                                    | Uwagi                 |
| ----------------- | ------------ | ------------------------------------------------- | --------------------- |
| 17 lipca 2020     | SBS Power FM | Park Sohyun’s Love Game                           | wystąpił z Jo Kwon    |
| 25 lipca 2020     | KBS2FM       | Volume Up                                         | wystąpił z Jo Kwon    |
| 1 września 2020   | MBC FM4U     | Kim Shinyoung’s Radio Show                        | wystąpił z Super Five |
| 7 września 2020   | MBC 표준FM   | Park Joon-hyung and Jung Kyung-mi’s „Hurray at 2" | wystąpił z Super Five |
| 4 listopada 2021  | NOW.         | Midnight Idol 2                                   |                       |
| 8 listopada 2021  | MBC FM4U     | Dream Radio                                       | [ 61 ] [ 62 ] [ 63 ]  |
| 9 listopada 2021  | SBS Power FM | Wendy’s Young Street                              | [ 64 ] [ 65 ]         |
| 11 listopada 2021 | NOW.         | Lunch Attack                                      |                       |
| 14 lipca 2022     | 국방FM       | Military Voice                                    | z Han Seungwoo        |

### Sesje zdjęciowe
| Rok  | Czasopismo       | Wydanie     | Szczegóły                      |
| ---- | ---------------- | ----------- | ------------------------------ |
| 2020 | Marie Claire     | styczniowe  | z Yoon Sanhą                   |
| 2020 | VOGUE            | lipcowe     | z Jo Kwon, Shin Ju-hyeop i Ren |
| 2020 | Theater Plus     | lipcowe     | z Jo Kwon, Shin Ju-hyeop i Ren |
| 2020 | Dazed & Confused | listopadowe |                                |
| 2022 | Singles          | czerwcowe   |                                |

### Musicale
2020.07.04 – 09.12: rola Jamie w musicalu <Everybody’s Talking About Jamie>
- Konferencja prasowa[67] [źródło: The Musical]
- „The Wall In My Head”, „Spotlight”[68]
- „You Don’t Even Know It”[69]

2021.12.03 – 2022.02.06: rola Daniela w musicalu <Jack the Ripper>

## Nagrody i nominacje
Programy muzyczne
| Data              | Program muzyczny      | Nominowana piosenka         | Miejsce   |
| ----------------- | --------------------- | --------------------------- | --------- |
| 29 listopada 2021 | SBS MTV THE TROT SHOW | „Get Set Yo” z Kim Tae-Yeon | 1 miejsce |

Ceremonie Nagród
| Ceremonia Nagród            | Rok  | Kategoria                    | Nominowany / Praca | Rezultat   | Uwagi         |
| --------------------------- | ---- | ---------------------------- | ------------------ | ---------- | ------------- |
| Seoul Music Awards          | 2022 | Trot Award                   | MJ                 | Nominowany | [ 70 ]        |
| Seoul Webfest Film Festival | 2022 | Najlepszy Aktor Drugoplanowy | Find Me If You Can | Nominowany | [ 71 ] [ 72 ] |
| LA Webfest                  | 2022 | Najlepszy Aktor Drugoplanowy | Find Me If You Can | Nominowany | [ 73 ]        |

## Dodatkowe linki
- MJ on Fantagio
- MJ on Instagram